# Moe'awija II

De expansie van het Arabische Rijk in de periodes 622-632 (donkerbruin), 632-661 (rood), en 661-750 (lichtbruin)

Moe'awija II of Mu'awiyah (661 - 684) was de derde kalief van de dynastie van de Omajjaden en regeerde slechts voor een korte periode (vier maanden) het Arabische Rijk tussen 683 en 684. Hij was een zoon van Yazid I, zijn regeerperiode werd gekenmerkt door een burgeroorlog tussen de Omajjaden en de Hasjemieten. Deze was ontstaan door de Slag bij Karbala in 680, hierbij werd tijdens de belegering door de Omajjaden de Ka'aba (islamitisch heiligdom) door brand verwoest. Volgens bronnen weigerde Moe'awija, ondanks aandringen van zijn adviseurs, de heilige steden Medina en Mekka in Arabië aan te vallen. Hij stuurde tevergeefs een delegatie om te onderhandelen over vrede met de opstandelingen. In het voorjaar van 684 deed Moe'awija afstand van de troon en overleed kort daarna in Damascus (huidige Syrië) ten gevolge van een pestepidemie.